# Remelsbach
Der Remelsbach ist ein 1,8 km langer, orografisch rechter Nebenfluss der Möhne in Nordrhein-Westfalen, Deutschland. Der Bach fließt vollständig im Gebiet der zum Kreis Soest gehörenden Stadt Warstein.

## Geographie
Der Bach entspringt etwa 1,1 km nordwestlich von Mülheim an der südlichen Abdachung des Haarstranges auf einer Höhe von 282 m ü. NN. Überwiegend in südliche Richtungen abfließend mündet der Bach südöstlich von Mülheim auf 245 m ü. NN in die Möhne. Bei einem Höhenunterschied von 37 Metern beträgt das mittlere Sohlgefälle 20,6 ‰. Das etwa 2,851 km² große Einzugsgebiet wird über Möhne, Ruhr und Rhein zur Nordsee entwässert.